# 加耶大駅
加耶大駅（カヤデえき）は、大韓民国慶尚南道金海市にある釜山-金海軽電鉄の駅である。駅番号は21。
同線の終着駅で、「三渓」を副駅名としている。

## 歴史
- 2011年9月17日 - 開業。

## 駅構造
相対式ホーム2面2線を有する高架駅で、フルスクリーンタイプのホームドアが設置されている。

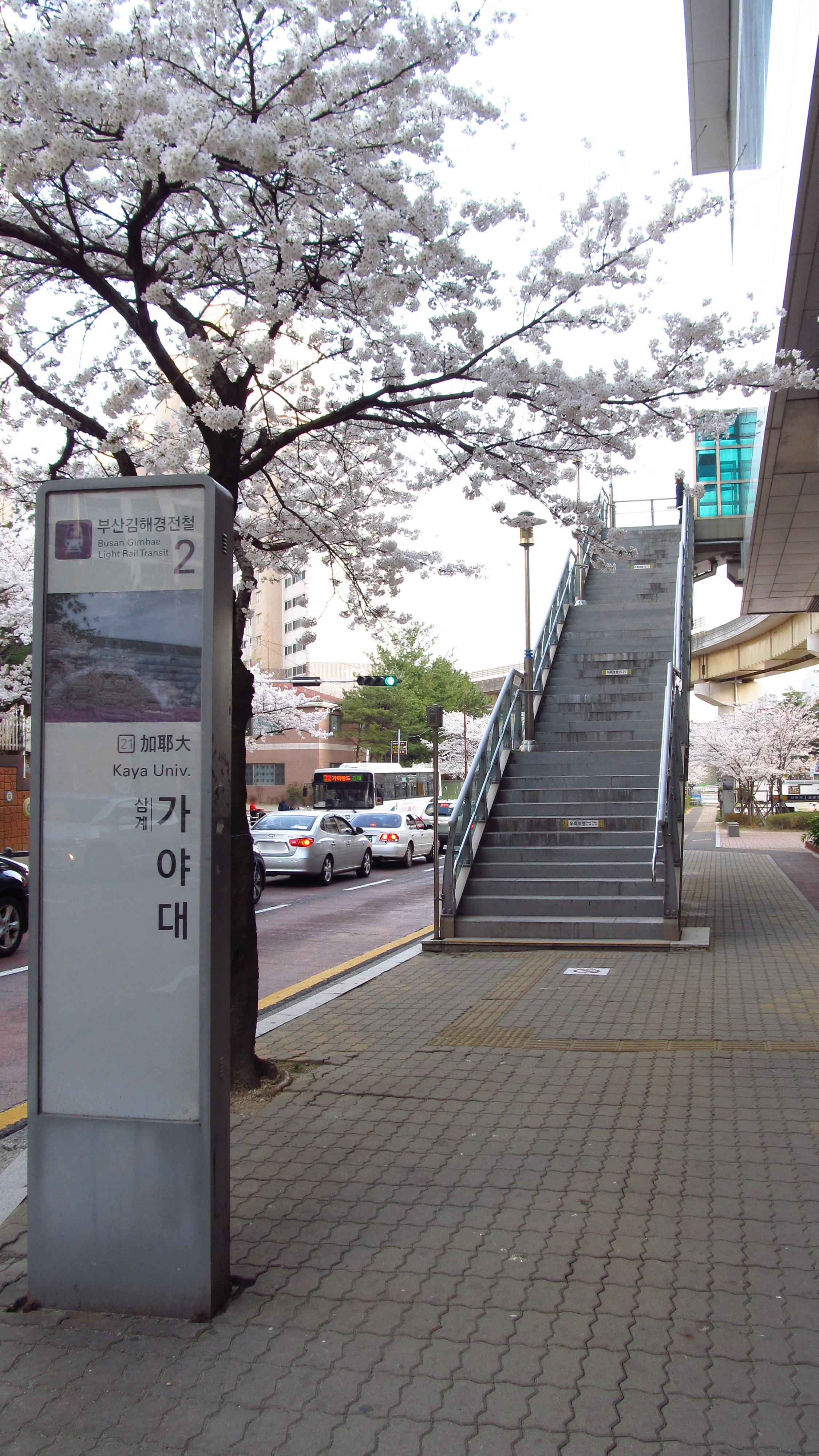
2番出入口（2018年3月）
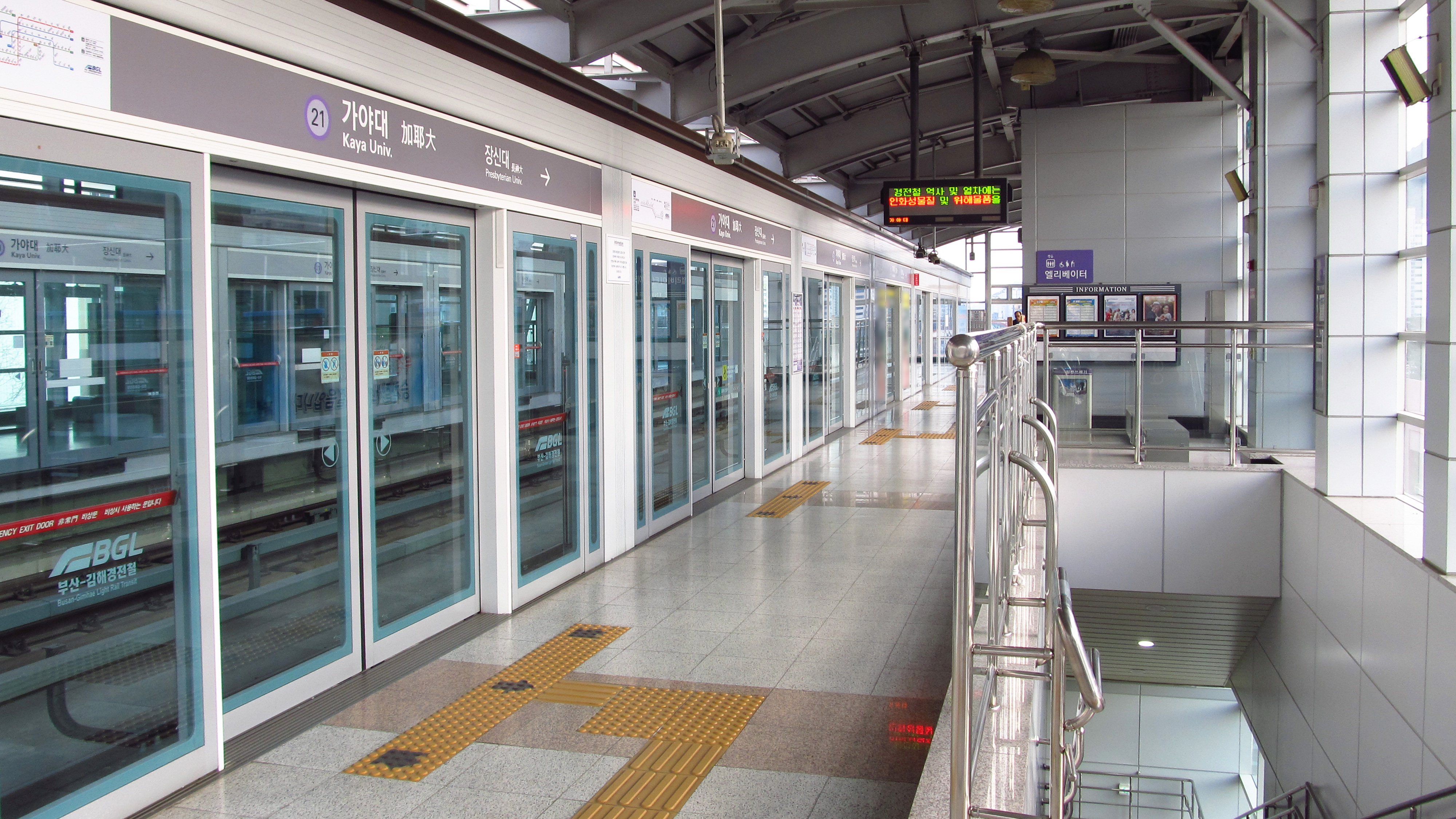
下りホーム（2018年3月）
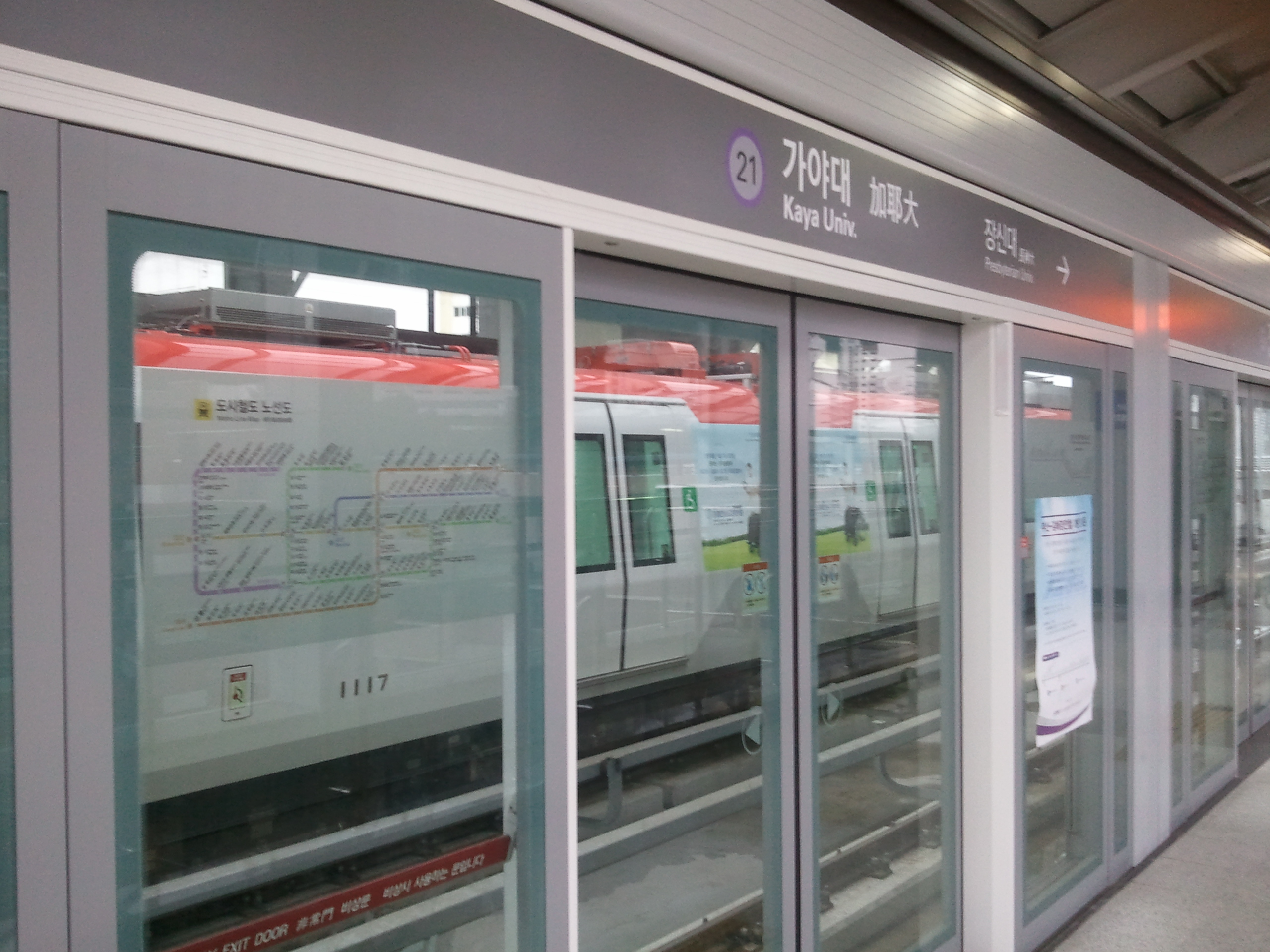
ホームドア

### のりば
| 上り | ●釜山-金海軽電鉄 | 沙上方面 |
| 下り | ●釜山-金海軽電鉄 | 降車専用 |

## 駅周辺
- 加耶大学校金海キャンパス
- 金海新明初等学校
- 三渓初等学校
- 金海三渓中学校
- ホームプラスエクスプレス 金海三渓店
- 釜山-金海軽電鉄新明車両事業所

## 隣の駅
釜山-金海軽電鉄
●釜山-金海軽電鉄
長神大駅（20） - 加耶大駅（21）